# کالاپاتولا
کالاپاتولا (به لاتین: Kalapathwela) یک منطقهٔ مسکونی در سری‌لانکا است که در استان مرکزی (سری‌لانکا) واقع شده‌است.